# Junkernbruch
Junkernbruch, in früherer Schreibweise Jungenbruch, ist eine Hofschaft im Norden der bergischen Großstadt Wuppertal.

## Lage und Beschreibung
Die Hofschaft liegt im Westen des Wohnquartiers Dönberg im Stadtbezirk Uellendahl-Katernberg auf einer Höhe von 288 m ü. NHN an der Stadtgrenze zu Velbert-Neviges. Die Höfe Bruch, Grüntal, Brunnenhäuschen, Peckeshütt, Schnappbrücke, Jommerhönschen und Schimmelshaus sind unmittelbar angrenzend.
Weitere benachbarte Orte sind neben Dönberg die Höfe und Ortslagen Schmürsches, Mutzberg, Siebeneick, Saurenhaus, Knorrsiepen, Langenkamp, Schell, Kobeshäuschen, Schmiede, Ibach, Dümpel, Engelshaus, Jungenholz und Grades.
Südlich von Junkernbruch befindet sich ein Gelände, das als Station auf einer Telekommunikationstrecke zwischen Bonn und Wuppertal und als Ausbildungsstätte für die Post (später Telekom) genutzt wurde. Neben zwei Garagen befindet sich dort ein Bunker mit der Kennung Neviges 1, in dem eine TF-Verstärkung und Einspeisung der Trägerfrequenzverstärkertonnen (Kesselmuffen) stattfand.  Ein heutiger Nutzer des Geländes ist die Deutsche Funkturm GmbH, die dort einen Sendemast betreibt.

## Geschichte
Im 19. Jahrhundert gehörte Junkernbruch zu der Bauerschaft und der Kirchengemeinde Dönberg in der Bürgermeisterei Hardenberg, die 1935 in Neviges umbenannt wurde. Damit gehörte es von 1816 bis 1861 zum Kreis Elberfeld und ab 1861 zum alten Kreis Mettmann.
Der Ort ist auf der Gemeinde Charte des Parzellar Katasters der Bürgermeisterei Hardenberg von 1815/16 als im Junkernbruch eingezeichnet. Im Gemeindelexikon für die Provinz Rheinland von 1888 werden ein Wohnhaus mit sechs Einwohnern angegeben. Der Ort wird zu dieser Zeit Jungenbruch genannt.
Mit der Kommunalreform von 1929 wurde der südliche Teil von Dönberg abgespalten und mit weiteren, außerhalb von Dönberg liegenden Nevigeser Ortschaften in die neu gegründete Stadt Wuppertal eingemeindet, der Rest Dönbergs mit Junkernbruch verblieb zunächst bei Neviges. Durch die nordrhein-westfälische Gebietsreform kam Neviges mit Beginn des Jahres 1975 zur Stadt Velbert und das restliche Dönberg wurde ebenfalls in Wuppertal eingemeindet.